# Colonia Torino

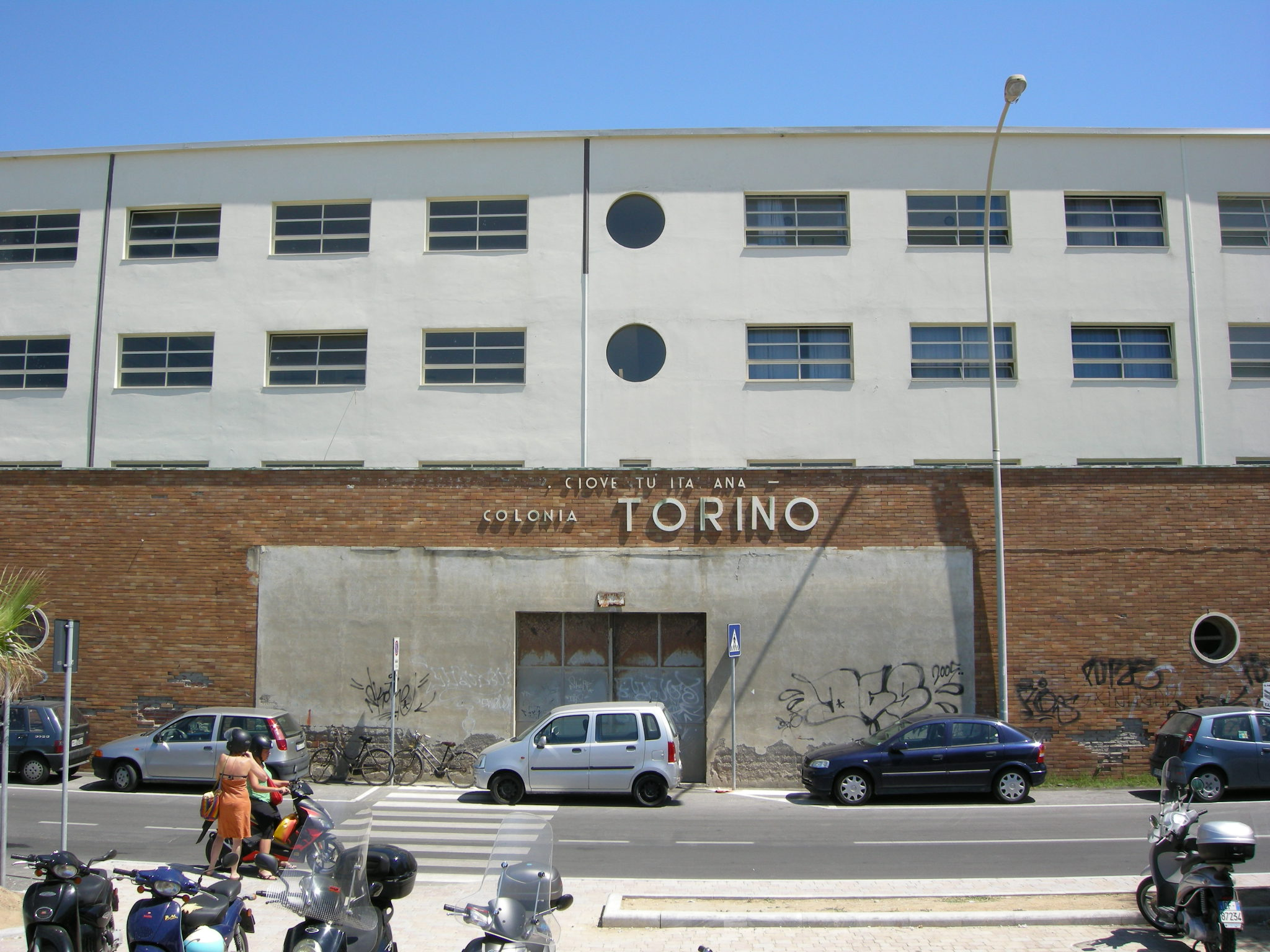
Ingresso lato mare

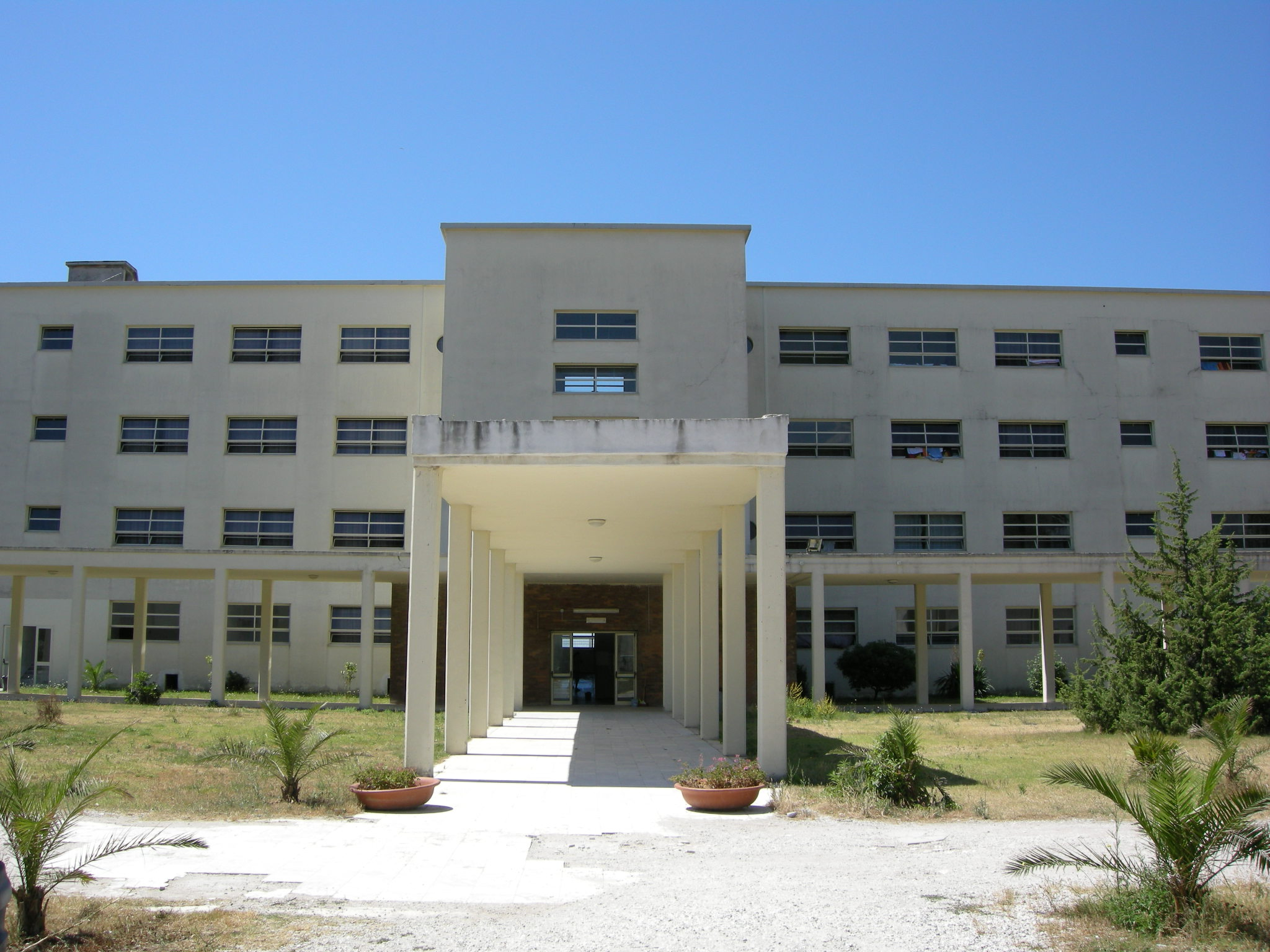
Corpo centrale

La Colonia Torino è una colonia di villeggiatura di Marina di Massa, situata in viale Lungomare di Ponente, 12.

## Storia
Alla metà degli anni trenta la federazione Fasci di Torino decise di realizzare una colonia marina denominata Colonia Marina XXVIII Ottobre della federazione dei fasci di Combattimento di Torino capace di ospitare un numero ingente di giovani torinesi (in totale 800 bambini e 200 ragazze) sulla spiaggia di Marina di Massa: vincitori del concorso risultarono gli architetti Ettore Sottsass senior e Alfio Guaitoli, quegli stessi progettisti che nel medesimo periodo si aggiudicarono il concorso per una grande colonia marina a Riccione. Il progetto propose la soluzione tipologica del villaggio composto da padiglioni di notevoli dimensioni e capacità: la superficie coperta occupò più della metà dell'area del lotto e il volume edificato raggiunse i 74.180 m³.
I lavori vennero avviati nel 1936 e conclusi, con notevole celerità, nel 1938: l'edificio fu ufficialmente inaugurato il 10 Luglio 1938. Con la fine del regime fascista, e con il conseguente passaggio alla regione Toscana, l'edificio rimase colonia estiva per circa un decennio per divenire successivamente una scuola. Alla fine degli anni Sessanta prese avvio l'abbandono che condusse allo stato attuale di completo degrado.

## Contesto urbanistico
Il complesso fa parte del vasto sistema di colonie marine che si distende, parallelamente alla costa, sino all'abitato di Marina di Massa, costituendone l'estremità meridionale. Esso è situato all'interno di un lotto quadrangolare, che occupa nella quasi totalità, delimitato a sud alla via Bondano a mare, a est dal giardino della confinante colonia Olivetti e ad ovest dall'asse viario del Lungomare oltre il quale è situato l'arenile (un tempo profondo circa 150 metri, ora assai ridotto) costeggiato di piccoli chioschi e baracche per rimessaggio. I diversi volumi del complesso si attestano tutti parallelamente o normalmente all'asse della spiaggia, distribuendosi attorno a piccoli spazi verdi interni, un tempo alberati a pini e ora in parte abbandonati ed in parte trasformati in orti. Il tessuto edilizio circostante è costituito, oltre che dalle altre colonie, da case su due o tre piani inserite nel verde dei rispettivi giardini.

## Descrizione

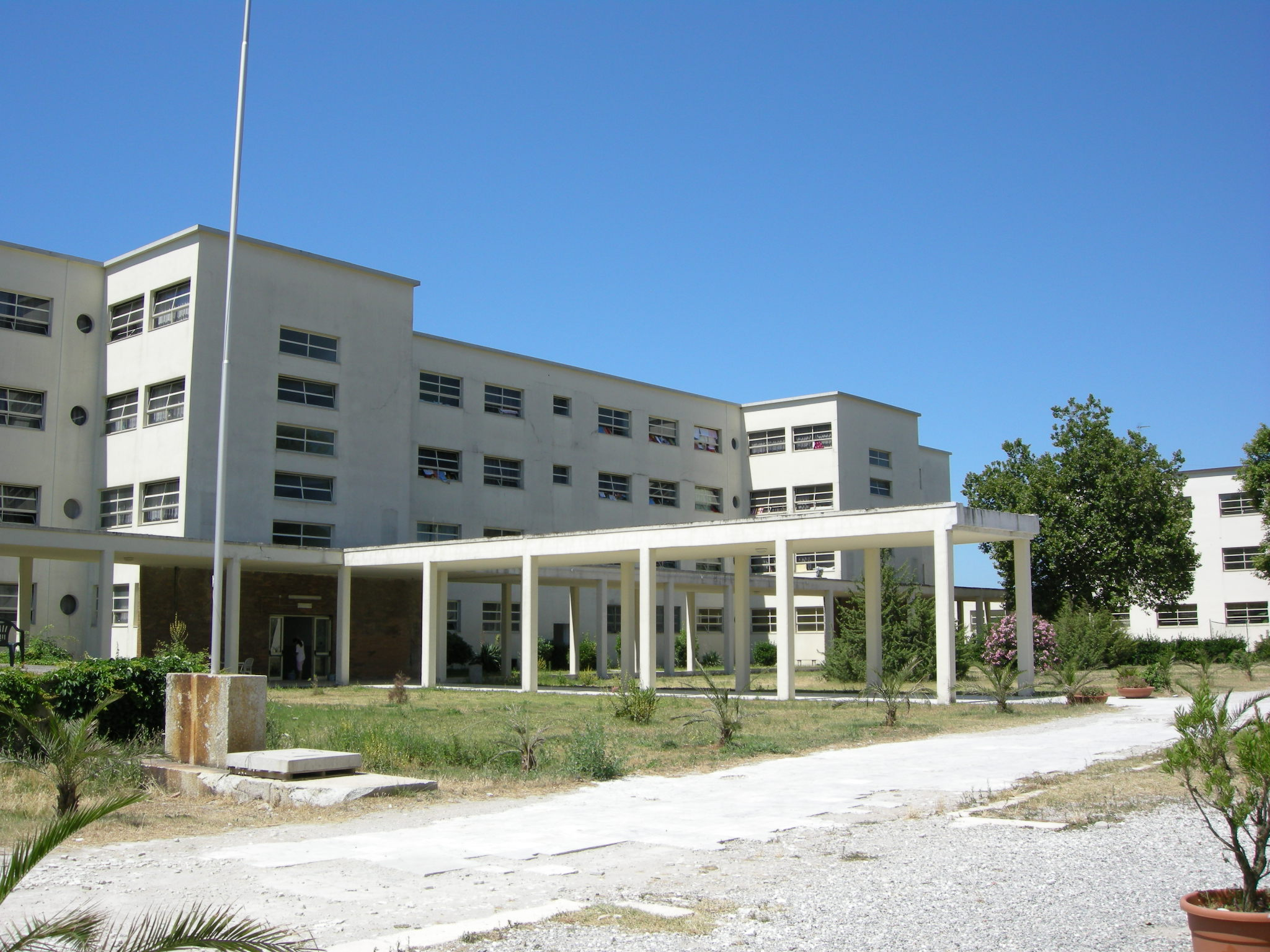
Veduta lato interno

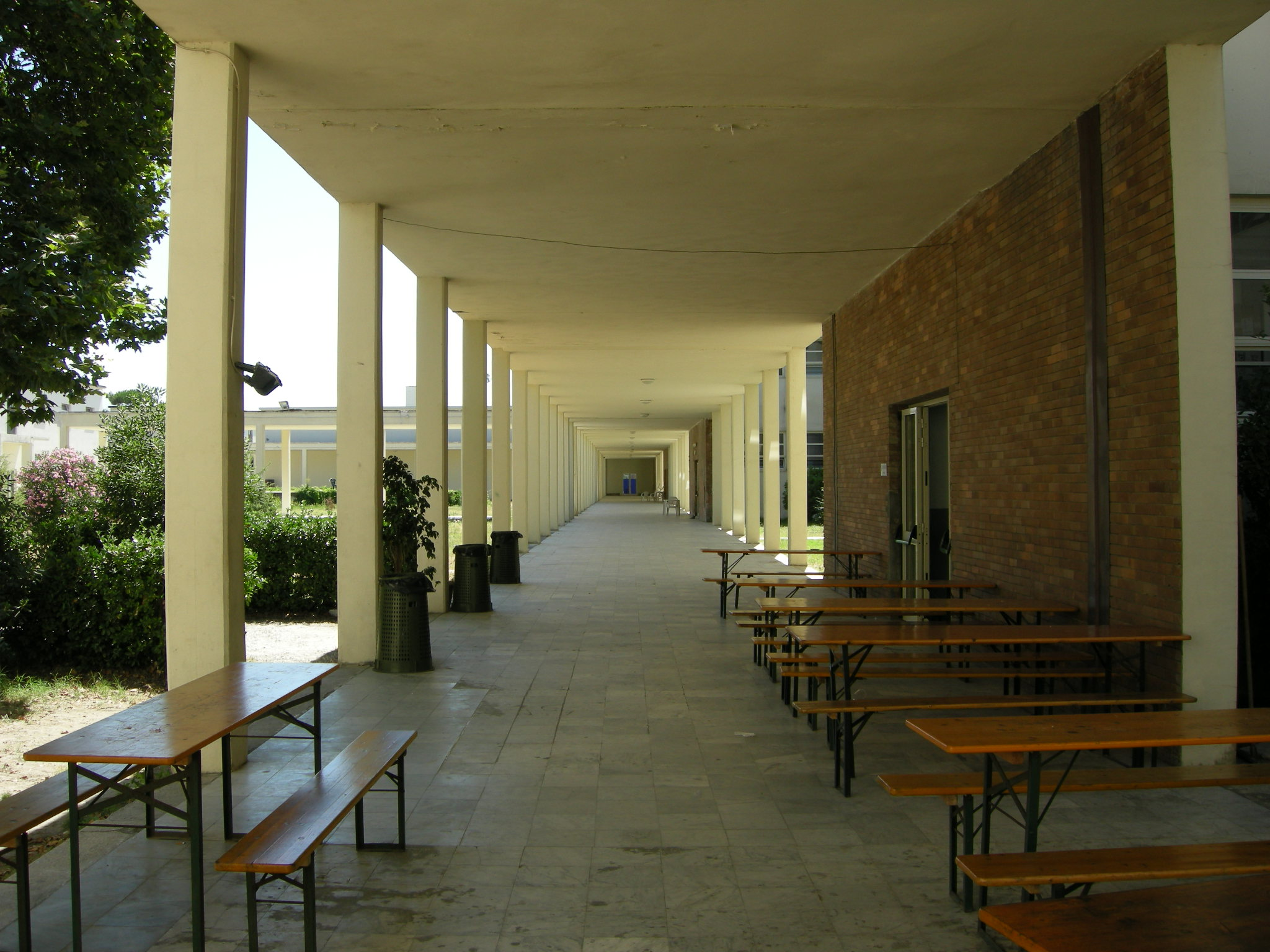
Corridoio porticato

La colonia si compone di 6 volumi distribuiti ai bordi del lotto rettangolare, parallelamente e ortogonalmente all'asse del lungomare, con ampi spazi aperti all'interno, un tempo destinati rispettivamente a pineta e corte d'onore: tali volumi sono tutti caratterizzati da pianta rettangolare e volumetria compatta, tanto da risultare dei puri parallelepipedi scanditi ritmicamente da teorie di finestre rettangolari, e sono collegati tra loro da un articolato sistema di portici con pilastri a pianta quadrata e pavimentazione in piastrelle quadrate di marmo di Carrara (ora pressoché completamente demoliti) che al piano superiore divenivano passerelle terrazze. Unica variante di rilievo è il trattamento delle facciate: mentre tutti i padiglioni sono intonacati, i volumi destinati agli ingressi ed alcuni corpi di servizio sono differenziati dall'uso del mattone faccia vista.
Il corpo principale, attestato parallelamente al lungomare, presenta un volume ad impianto longitudinale sviluppato su quattro piani fuori terra: il fronte principale si sviluppa per più di 200 metri e si caratterizza, verso mare, per il semplice impaginato delle finestre corche, intervallate in quattro gruppi di nove ciascuna da assi di semplici oblò, corrispondenti in pianta ai corpi delle rampe di accesso. Alla simmetria di tale facciata fa da contrappunto il corpo aggettante e ad un unico piano dell'accesso, traslato verso sud rispetto all'asse principale, in laterizio faccia vista con al centro un ampio portale, sovrastato dall'iscrizione (in origine estesa su tutto il fronte) e con ai lati due semplici oblò; il fronte interno presenta la medesima partitura ma si differenzia per l'aggetto dei corpi delle rampe - qui con finestre rettangolari, serrati tra due nastri verticali di oblò più contenuti rispetto a quelli in facciata - e per la presenza del portico al piano terra.
All'estremità meridionale di tale corpo longitudinale è situato un volume ad un piano, anch'esso in mattoni faccia vista, destinato all'accesso all'ala destinata ai dormitori femminili. All'interno l'edificio presenta, su tutti e quattro i piani, una serie di ampi vani, un tempo destinati a dormitori, intervallati da quattro rampe, attorno alle quali si distribuiscono i servizi igienici, e quattro corpi scala con annesse cucine di servizio; al piano terra il volume ad un piano dell'ingresso si compone di due appartamenti, ai lati del grande corridoio centrale, un tempo per il custode ed i servizi d'ufficio ed oggi abitati dagli sfrattati.
Gli altri edifici si differenziano dal principale per il diverso ritmo delle aperture, sempre comunque finestre rettangolari, e per il numero dei piani: il corpo sul fronte meridionale, su uno e due piani fuori terra, presenta un impianto maggiormente articolato rispetto agli altri, giacché è la risultante di una serie di tre differenti volumi articolati attorno ad un cortiletto interno: quello ad un piano è parallelo alla via di Bondano (in origine destinato ai servizi della mensa, oggi abbandonato), gli altri due sono rispettivamente attestati lungo il limite orientale del lotto (corpo su due piani, in origine alloggio per il personale ora appartamenti per gli sfrattati) ed a fianco del cortile d'onore: quest'ultimo, pur presentando aperture su due livelli, è un unico grande volume - con all'interno travi ricalate e pavimento in graniglia a quadri bianchi e verdi - un tempo destinato a refettorio, successivamente a palestra ed ora abbandonato.
Sul fronte meridionale del lotto sono attestati tre nuclei, a pianta rettangolare e su due piani fuori terra, intervallati da giardinetti e raccordati un tempo da un portico che si concludeva, all'estremità settentrionale, con una plastica scala elicoidale: tali edifici erano in origine destinati, oltre al già citato alloggio per il personale, a locale per i parenti e servizi tecnici (caldaie, stireria e lavanderia) quello intermedio ed a reparto isolamento per malattie infettive l'altro (ora appartamenti per gli sfrattati). Questi tre nuclei presentano la medesima distribuzione interna, con corpo scala al centro ed affacci sui due fronti maggiori.
Attestato sul limite settentrionale dell'area un altro edificio a pianta rettangolare su tre piani fuori terra, collegato al piano terra con il corpo principale: tale nucleo, in origine destinato ad infermeria ed oggi trasformato in residenza e ambienti di servizio, si distribuisce attorno ad un vano scala centrale a tre rampe, attorno al quale sono dislocate le camerate, con ampie finestre sui due fronti opposti, ed i servizi: al primo piano un ampio soggiorno si apriva sulla terrazza sovrastante il portico in modo da garantire la vista sul mare.

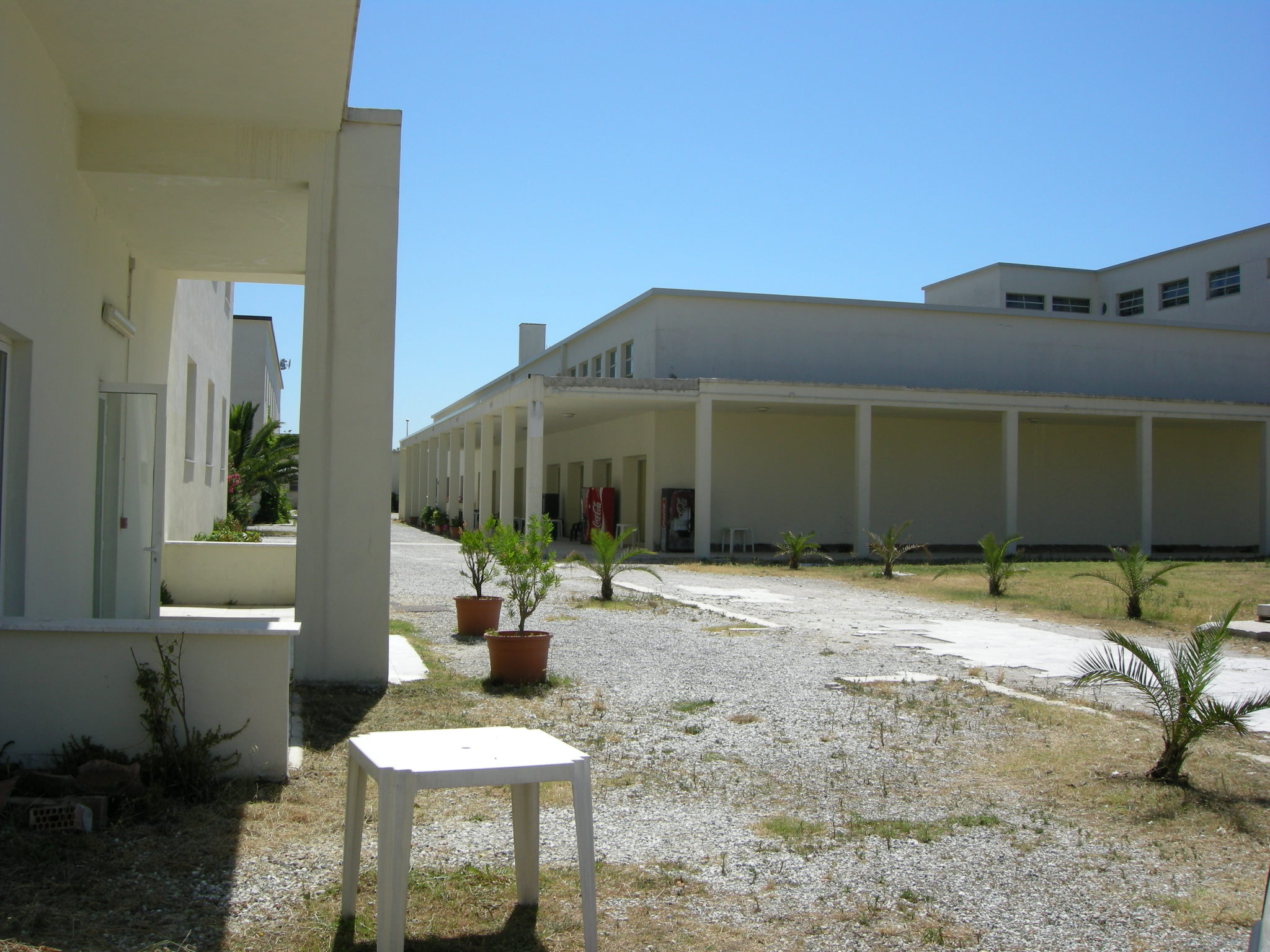
Il cortile

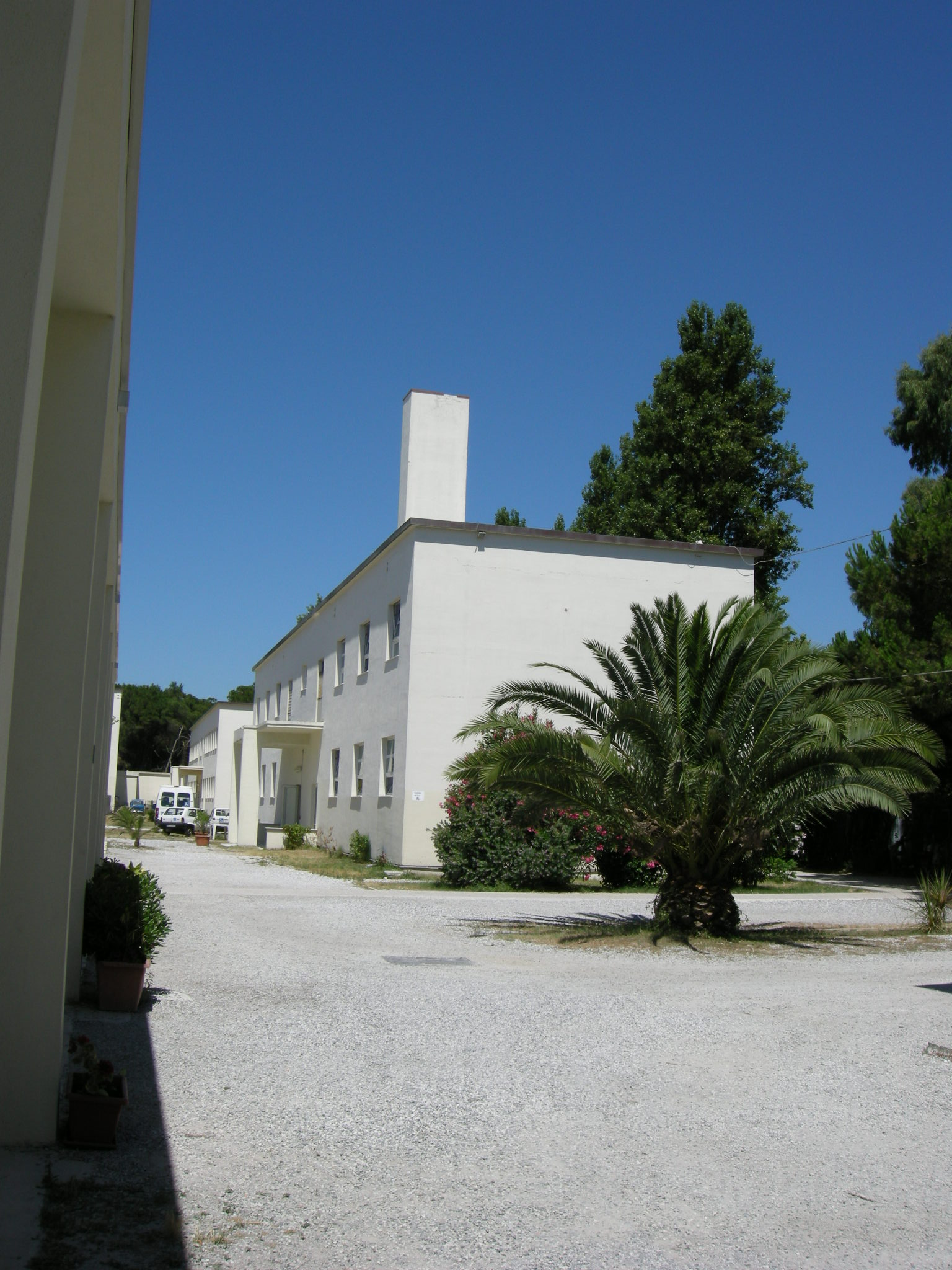
La ex-infermeria

## Fortuna critica
Il complesso si impone sin dalla costruzione all'attenzione della critica come uno degli esempi più interessanti di sintesi tra lessico razionalista e soluzioni tipologiche e funzionali dell'architettura delle colonie marine: nella rivista "Architettura" del 1938, anno dell'inaugurazione, viene presentato come "chiara, saggiamente composta, organicissima opera architettonica che, per la gaiezza e semplicità della sua espressione, ben si presta ad ospitare la fanciullezza torinese durante le vacanze al mare" (p. 667). Nel 1941 Piacentini ne sottolineerà il valore innovativo inserendola tra gli esempi più rappresentativi nel panorama italiano contemporaneo ("Architettura" del luglio 1941) e Labò ne loderà l'impianto e le attrezzature nel numero di "Casabella Costruzioni" dello stesso anno interamente dedicato alle colonie. Con la fine dell'era fascista, e della propaganda architettonica, i giudizi critici non mutano, continuando a sottolineare la sapiente articolazione dei volumi: Giorgieri (1989) ne loda essenzialità formale mentre Cutini e Pierini (1993) ne sottolineano la razionalità e la semplicità delle finiture, oltre alla grande modernità e funzionalità degli impianti tecnologici, decisamente all'avanguardia nel panorama contemporaneo.